# Sureños

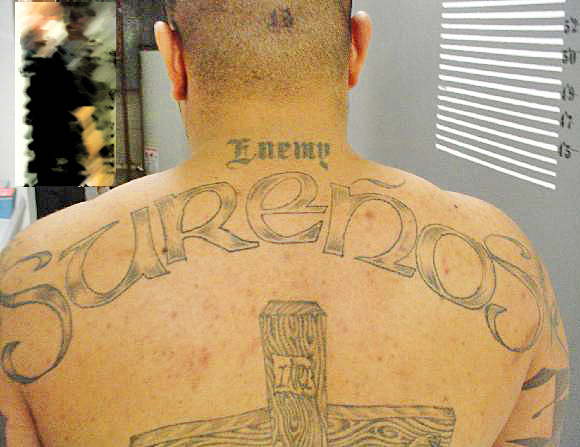
Schriftzug der Gang als Tätowierung auf dem Rücken eines Mitglieds.

Die Sureños (spanisch für Südländer) sind eine Gruppe lateinamerikanischer Straßenbanden, die ihren Ursprung in den Barrios von Südkalifornien haben.

## Entstehung und Verbreitung
Obwohl die Sureños in Südkalifornien beheimatet sind, haben sie Einfluss auf viele Teile der USA und andere Länder. Die Wurzeln der Bande liegen in einem Streit Anfang der 1970er Jahre im Gefängnis zwischen der Mexican Mafia (La Eme) und der Nuestra Familia (NF). Diejenigen, die sich mit NF zusammengetan hatten, siedelten nach Nordkalifornien (norteños = Nordländer). Neben Südkalifornien erscheinen die Sureños in mehr als 20 US-Staaten (hauptsächlich im Südwesten und in den Zentralstaaten und eher seltener in Zentralkalifornien und Nordkalifornien). Die größte Menge an Sureños gibt es in Südkalifornien, besonders in Los Angeles County, Orange County, San Diego County und in der Inland-Empire-Region. Norteños erscheinen meistens in den Nordteilen von Kalifornien, aber auch im Südwesten und in den Zentralstaaten. Aus kriminologischer Sicht sind sie hauptsächlich in den Drogenhandel und damit zusammenhängende Delikte verwickelt. Als „Grenzstadt“ zwischen den Gebieten von Sureños und Norteños wird Bakersfield angesehen.